# Impératrice Xiaoyichun
 (avril 2019).
 (juillet 2023).
Le contenu est difficilement compréhensible vu les erreurs de traduction, qui sont peut-être dues à l'utilisation d'un logiciel de traduction automatique.
L'Impératrice Xiaoyichun, née le 23 octobre 1727 et morte le 28 février 1775, du clan Weigiya de la Bannière bordée de jaune Mandchous, est une consort de l'empereur Qianlong. Elle était de 16 ans sa cadette.

## Biographie

### Contexte familial
Le nom personnel de l'impératrice Xiaoyichun n'a pas été enregistré dans l'histoire, elle aurait été appelée  Wei Yingluo (Dame Wei). Elle était une Han Booi Aha de la bannière jaune unie de naissance.
Son père Qingtai (清泰), a exercé les fonctions d'officiel littéraire de cinquième rang (內管領). Son grand-père paternels est Jiuling (九齡)
Sa mère est Dame Yanggiya.
Elle a deux frères.

### Ère Yongzheng
La future Noble Consort Impériale Ling ou impératrice Xiaoyichun est né le neuvième jour du neuvième mois lunaire de la cinquième année du règne de l'empereur Yongzheng, ce qui correspond au 23 octobre 1727 du calendrier grégorien.

### Ère Qianlong
On ne sait pas quand Dame Wei entra dans la Cité interdite et devint une dame d'honneur de l'empereur Qianlong. En 1745, elle reçut le titre de Noble Dame Wei (6e rang en dessous de l'impératrice). Elle a été élevée le 9 décembre 1745 à Concubine Ling (5e rang en dessous de l'impératrice et le 20 mai 1749 à Consort Ling (4e rang en dessous de l'impératrice). Elle donna naissance le 10 août 1756 à la septième fille de l'Empereur, la princesse Hejing de premier rang, le 31 août 1757 à son 14e fils, Yonglu, qui mourut prématurément le 3 mai 1760, et à sa neuvième fille le 17 août 1758 Princesse Heke de deuxième rang.
Le 3 février 1760, elle fut élevée au rang de « Noble Consort Ling » (3e rang en dessous de l'impératrice). Elle donna naissance le 13 novembre 1760 au 15e fils de l'empereur, Jiaqing, et le 13 janvier 1763 à son 16e, qui mourut prématurément le 6 mai 1765.
Le 28 juillet 1765, elle a été élevée au rang de Noble Consort Impériale (2e rang en dessous de l'impératrice). Le 17 juin 1766, elle donna naissance au 17e fils de l'empereur, Yonglin.
Hoifa-Nara, la deuxième impératrice de l'empereur Qianlong décède le 19 août 1766 et ce dernier ne désigne pas de consort comme nouvelle impératrice. Cependant, Dame Wei (Noble Consort Impériale Ling), qui occupait le rang le plus élevé parmi toutes les consorts de l'empereur Qianlong, fut chargée du harem impérial et servit en tant qu'impératrice de facto. Elle accompagnait l'empereur Qianlong lors de ses excursions au mont Tai, à Jehol et dans les régions situées au sud du fleuve Yangtsé.
Dame Wei meurt le 28 février 1775. Le 12 mars 1775, elle reçut le titre « Noble Consort Impériale Lingyi » à titre posthume et le 19 novembre, elle fut inhumée dans le mausolée Yu des tombeaux Est des Qing.

### Époque Jiaqing
Le 9 février 1796, l'empereur Qianlong abdique et devient un empereur retiré. Yongyan a été intronisé en tant qu'empereur Jiaqing. Au même moment, l'empereur Qianlong annonça son successeur et éleva Dame Wei à titre posthume au titre d'"impératrice Xiaoyi". Après la mort de l'empereur Qianlong, le 7 février 1799, l'empereur de Jiaqing a honoré sa mère du titre posthume d' Impératrice Xiaoyichun.

## Titres
- Sous le règne de l'empereur Yongzheng (1722-1735) :
  - Dame Wei (à partir du 23 octobre 1727)
- Sous le règne de l'empereur Qianlong (1735-1796) :
  - Noble Dame (貴人 ; à partir de 1745), Épouse de sixième rang
  - Concubine Ling (令嬪 ; à partir du 9 décembre 1745[1]), Épouse de cinquième rang
  - Consort Ling (令妃 ; à partir du 20 mai 1749[2]), épouse de quatrième rang
  - Noble Consort Ling : (令貴妃 ; à partir du 3 février 1760[3]), Épouse de troisième rang
  - Noble Consort Impériale Ling (Une Épouse Royale ayant reçu ce titre était souvent temporairements Noble Consort Impériale à la suite du décès, ou autre acte causant l'absence des fonctions d'une Impératrice. Elle occupait donc les fonctions d'Impératrice.) 皇貴妃  ; à partir du 28 juillet 1765[4]), Épouse de deuxième rang
  - Lingyi, noble épouse impériale (令懿皇貴妃 ; à partir du 12 mars 1775[5])
  - Impératrice Xiaoyi (孝儀皇后  ; à partir du 15 octobre 1795[6])
- Sous le règne de l'empereur Jiaqing (1796-1820) :
  - Impératrice Xiaoyichun (孝儀純皇后; à partir de 1799)

## Descendance
- En tant que Consort Ling :
  - Princesse Hejing du premier rang (固倫和靜公主 ; 10 août 1756 - 9 février 1775), septième fille de l'empereur Qianlong
    - Mariée à Lhawang Dorji (拉旺多爾濟  ; 1754-1816) du clan Khalkha Borjigit en août / septembre 1770

  - Yonglu (永璐  ; 31 août 1757 - 3 mai 1760), 14e fils de l'empereur Qianlong
  - Princesse Heke de deuxième rang (和碩和恪公主  ; 17 août 1758 - 14 décembre 1780), neuvième fille de l'empereur Qianlong
    - Marié à Jalantai 札蘭泰  ; mort en 1788) du clan Manchu Uya en août / septembre 1772

  - Fausse couche à huit mois (13 novembre 1759)
- En tant que Noble Consort Ling :
  - Yongyan (顒琰  ; 13 novembre 1760 - 2 septembre 1820), le 15e fils de l'empereur Qianlong, intronisé le 9 février 1796 sous le nom de l'empereur de Jiaqing
  - 16e fils de l'empereur Qianlong (13 janvier 1763 - 6 mai 1765)
- En tant que Noble Consort Impériale Ling :
  - Yonglin (永璘 ; 17 juin 1766 - 25 avril 1820), 17e fils de l'empereur Qianlong, on lui décerne le titre de prince Qing du deuxième rang en 1799, élevé au rang de prince Qing de premier rang en 1820, honoré à titre posthume de prince Qingxi de premier rang.

## Galerie

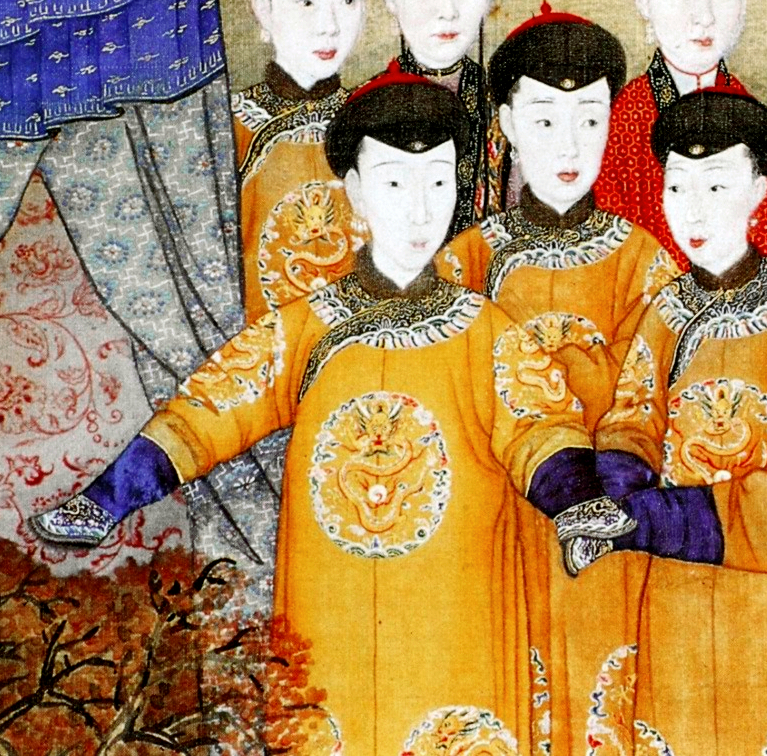
En tenue de cérémonie
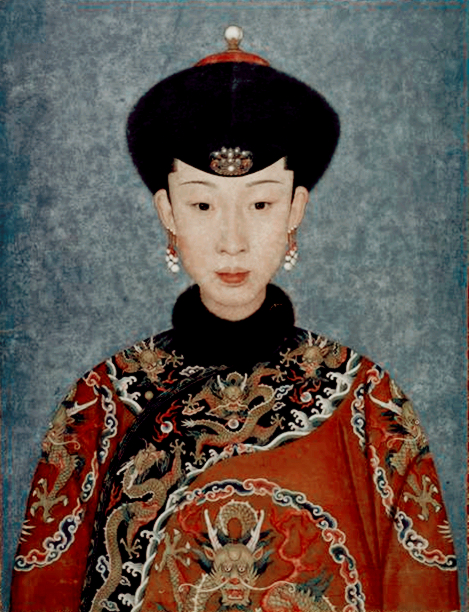
En tenue de cérémonie
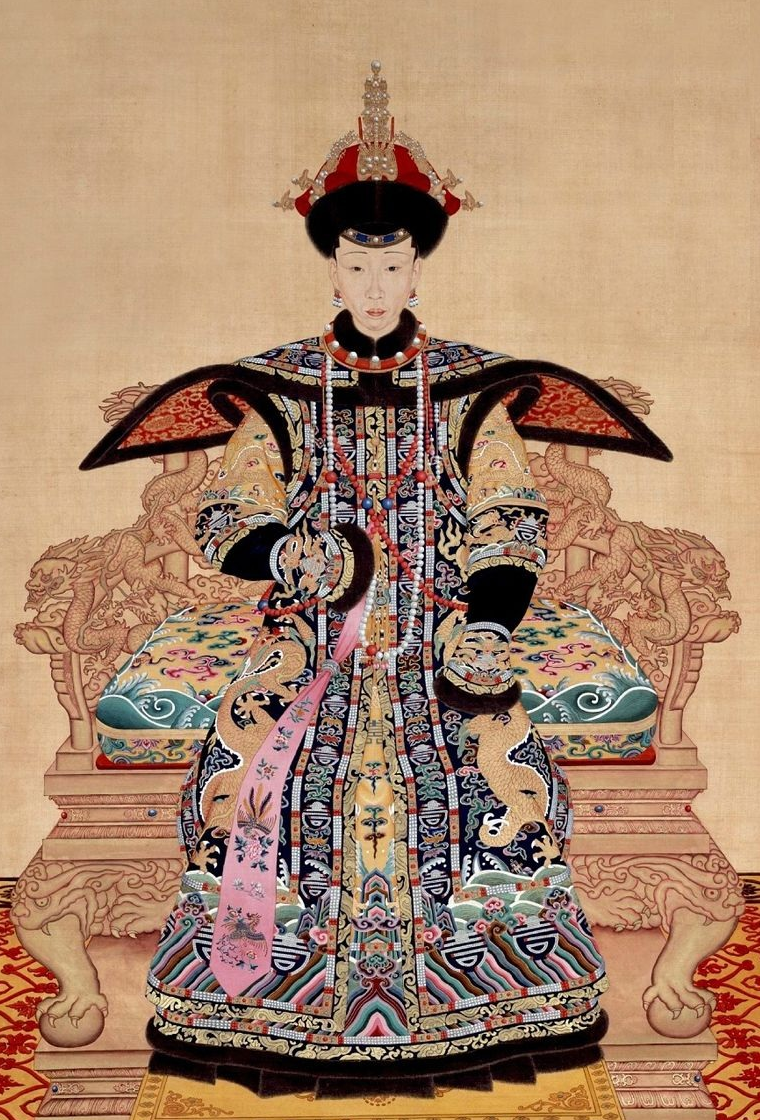
En tenue de cour
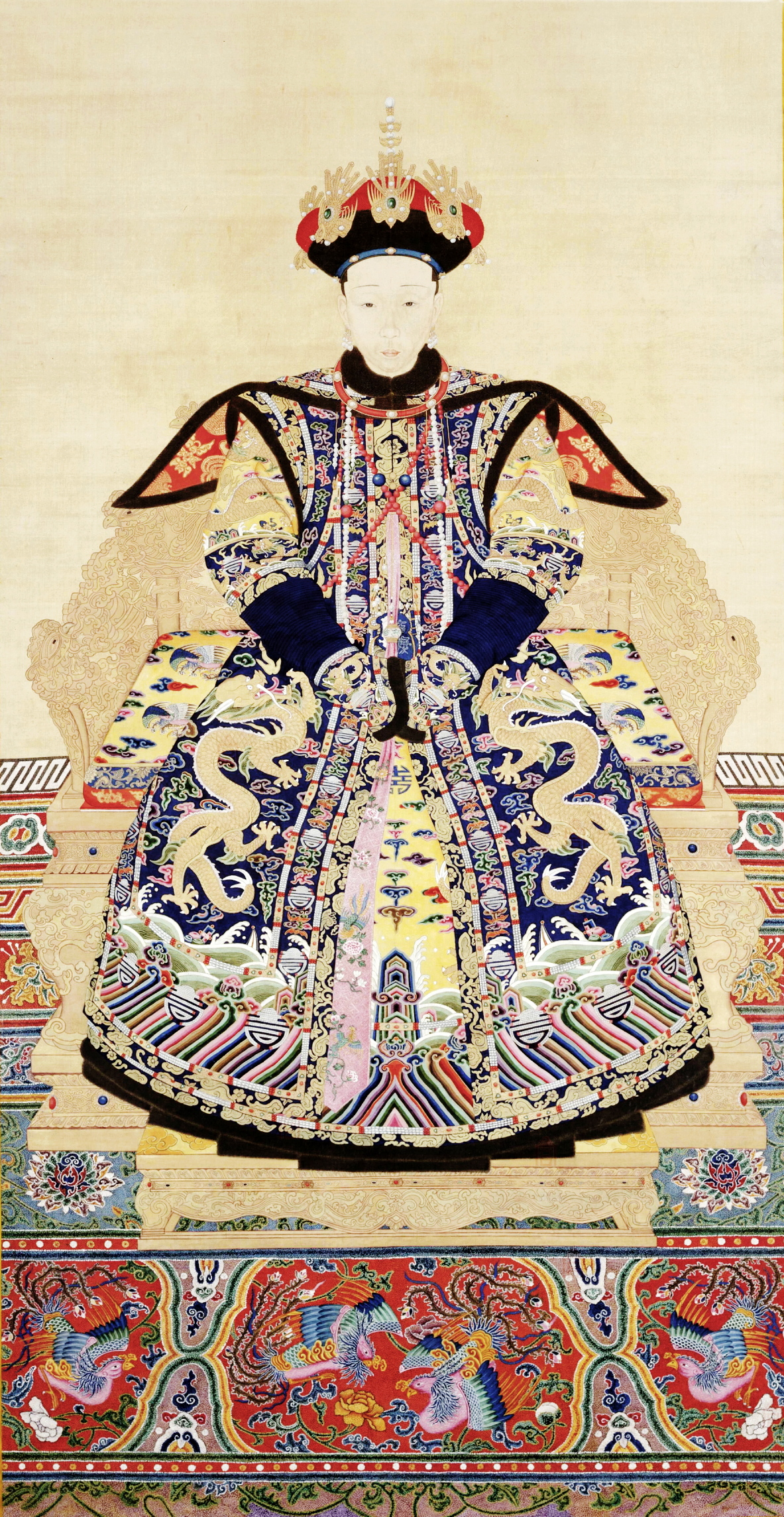
En tenue de cour
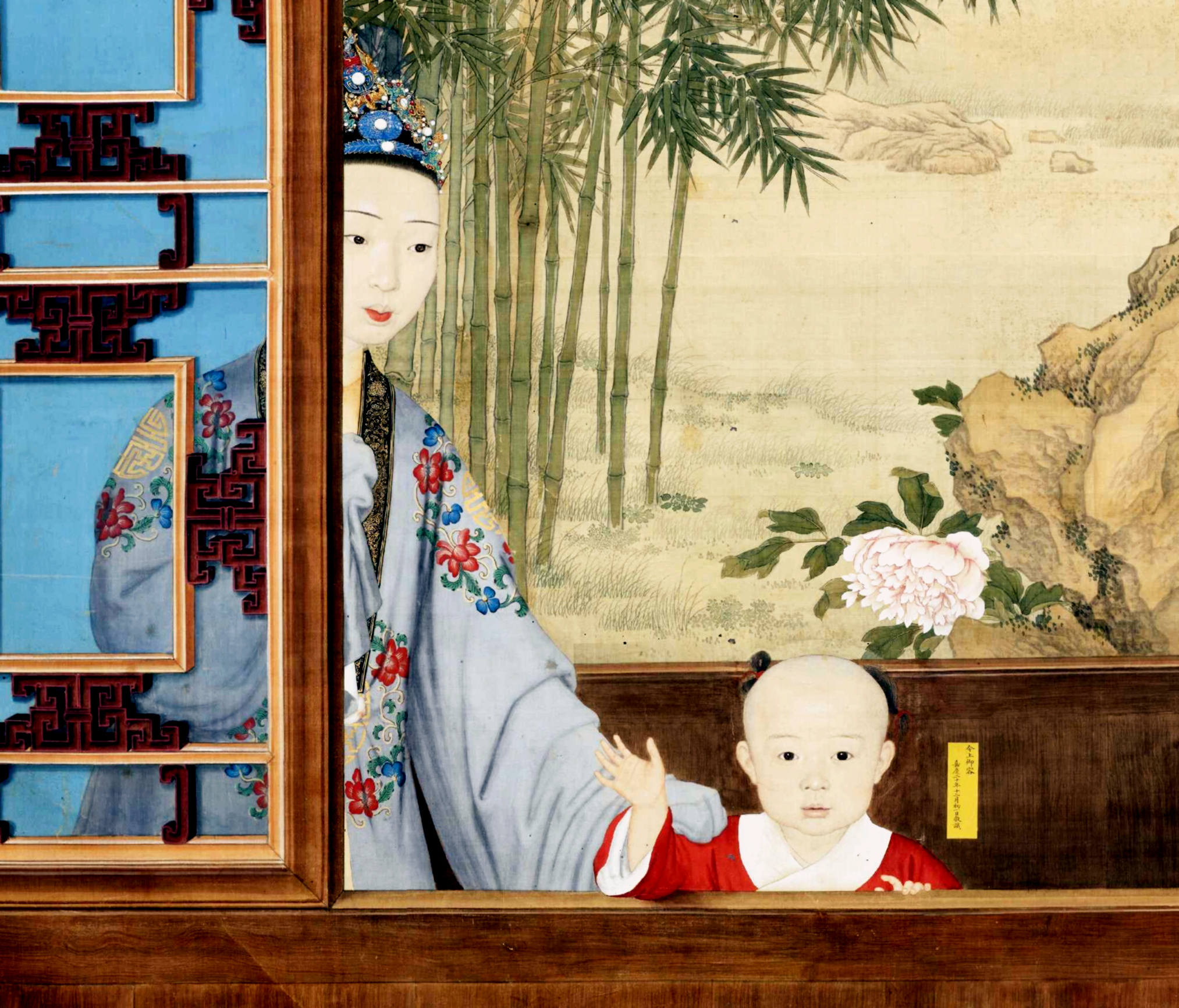
En tenue quotidienne, avec Yongyan

## Dans la fiction et la culture populaire
- Représentée par Chan Tik-wah dans L'ascension et la chute de la dynastie Qing (1988)
- Représentée par Zhao Lijuan dans My Fair Princess (1998)
- Interprétée par Chen Li dans My Fair Princess III (2003)
- Représentée par Sharon Chan dans Word Twisters 'Adventures (2007)
- Représentée par Liu Xiaoye dans New My Fair Princess (2011)
- Interprétée par Wu Jinyan dans Story of Yanxi Palace (2018)
- Incarnée par Li Chun dans L'Amour royal de Ruyi au palais (2018)

## Voir également
- Rangs des épouses impériales en Chine # Qing